# Gârla Mare, Mehedinți
Gârla Mare este satul de reședință al comunei cu același nume din județul Mehedinți, Oltenia, România.